# シソンヌ (エーヌ県)
シソンヌ （Sissonne）は、フランス、オー＝ド＝フランス地域圏、エーヌ県のコミューン。

## 地理
シソンヌはランの東約20kmに位置している。ラ・スーシュ川がコミューン内に源を発する。

## 由来
地名学者エルネスト・ネグルは、地名がサクソン人から発祥していることを示すとする（サクソン人の土地を意味するsaxon-ia terra）。最も古いものとして知られる、ラテン語のつづりであるSessoniaは1107年の憲章に登場する。他に古いつづりは1141年のSuessonia、1210年のSisonaである。

## 歴史
1107年の憲章は、サン・ミシェル・アン・ティエラシュ修道院における、ラン司教altare de Sessoniaのゴードリーによる寄進について言及している。
1141年の参考資料では、ジョフレクールの村が領主のピエール・ド・シソンヌによってヴォークレール修道院に与えられたことを示している。土地の4シャリュエが寄進された。それは約150ヘクタールであり、『ジョフロワの中庭』（Geoffridi curtis）という土地であった。
いくつかの文書は、ピエールの息子ギヨームが1148年か1153年に領主となったことに言及している。
1210年の文書では、シソンヌ領主ミロンについて言及している。

## 人口統計
| 1962年 | 1968年 | 1975年 | 1982年 | 1990年 | 1999年 | 2008年 | 2014年 |
| ------ | ------ | ------ | ------ | ------ | ------ | ------ | ------ |
| 2162   | 2405   | 2303   | 2229   | 2315   | 2113   | 2149   | 2073   |

参照元:1962年から1999年までは複数コミューンに住所登録をする者の重複分を除いたもの。それ以降は当該コミューンの人口統計によるもの。1999年までEHESS/Cassini、2006年以降INSEE。

## ギャラリー

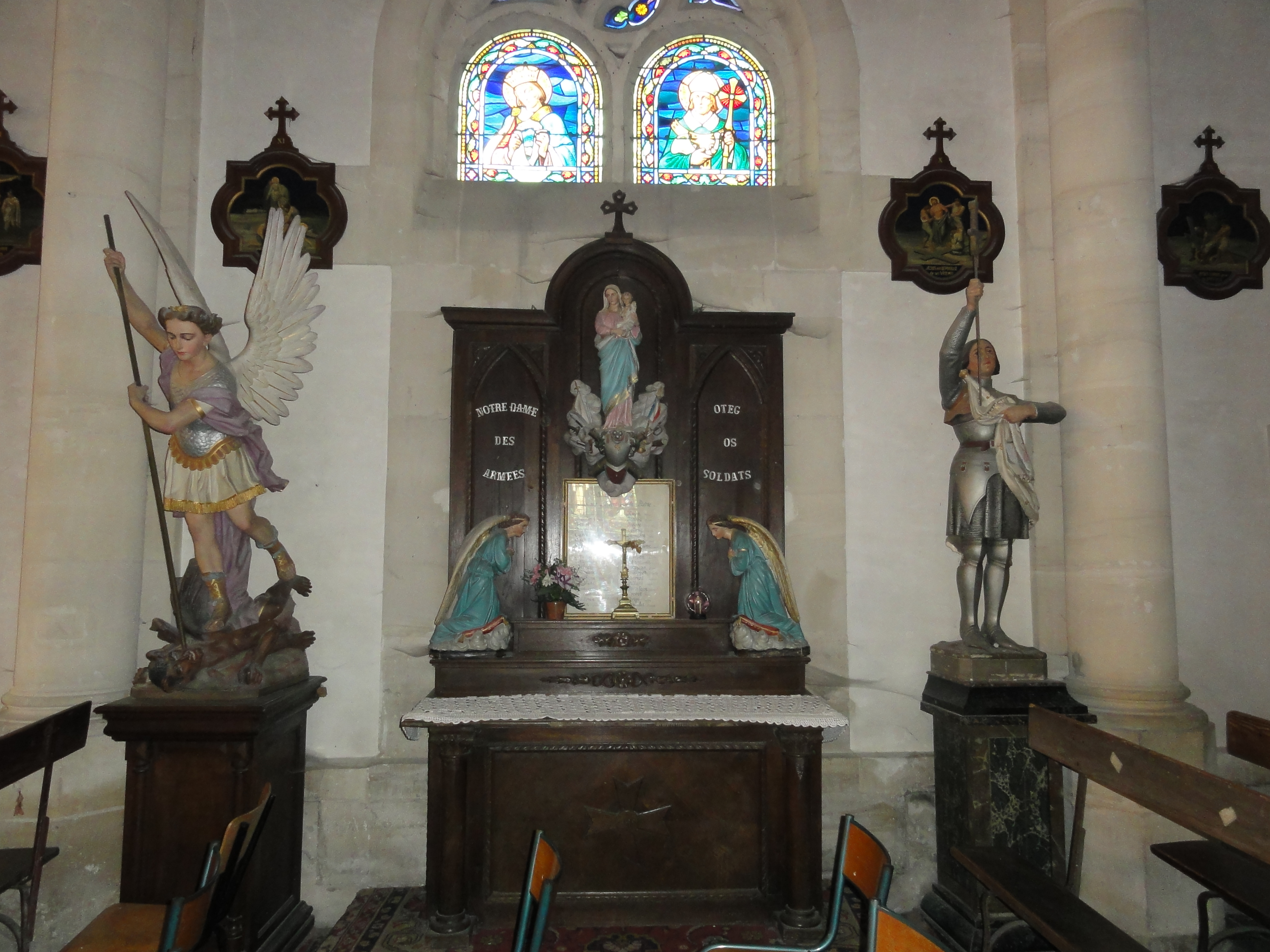
サン・マルタン教会、ノートルダム・デザルメの祭壇
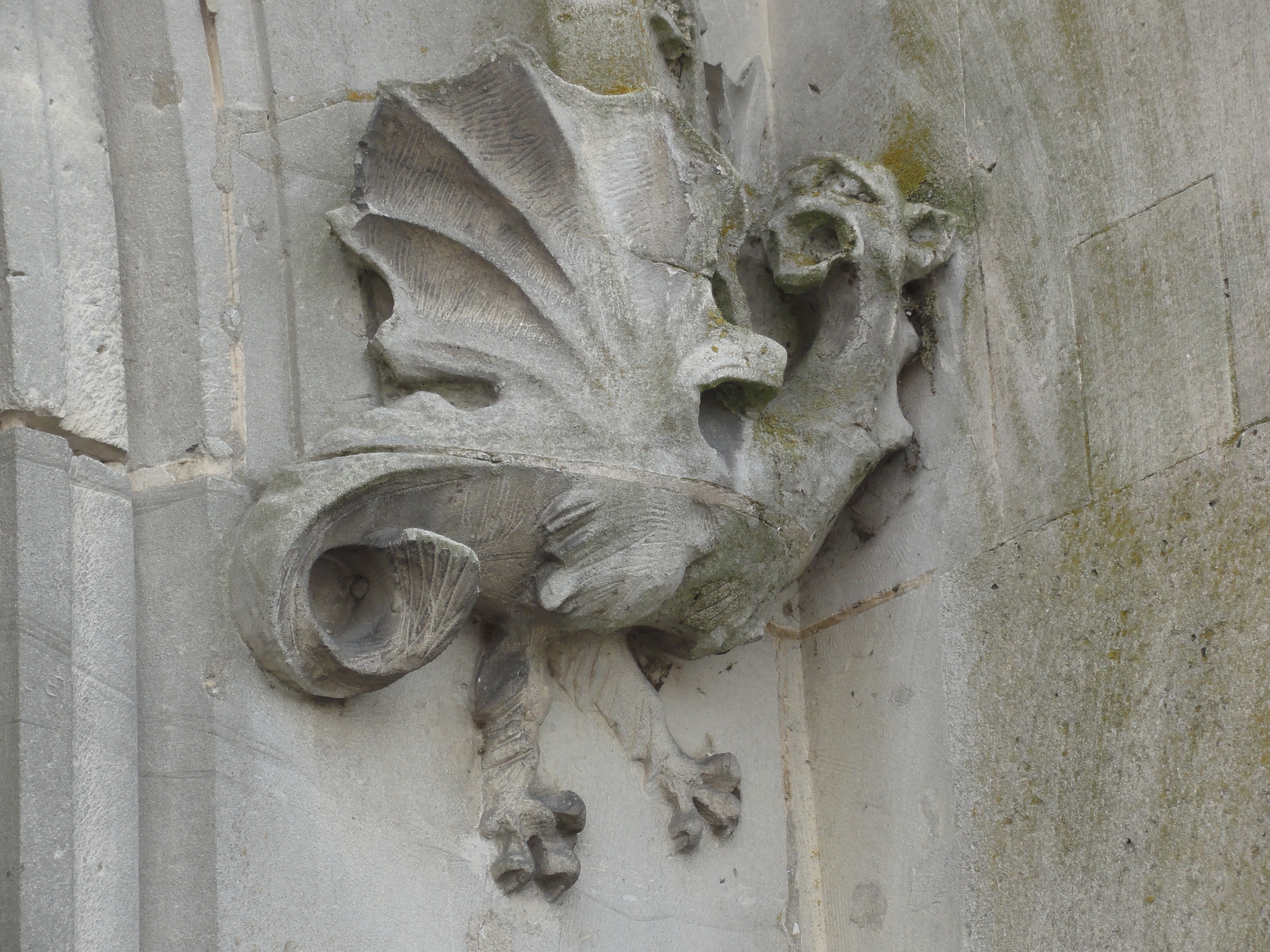
サン・マルタン教会の外観。ドラゴンの彫刻
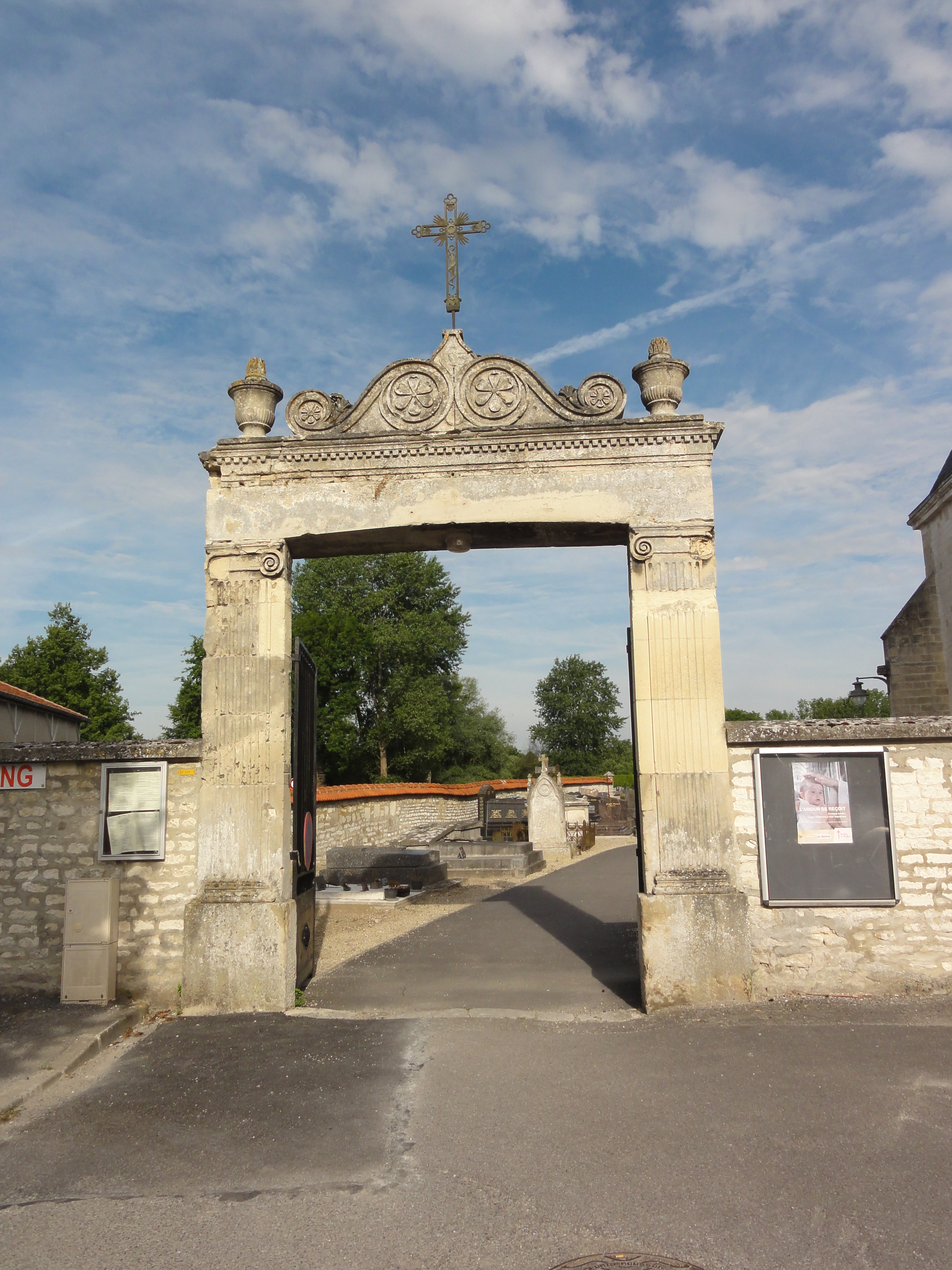
墓地入り口
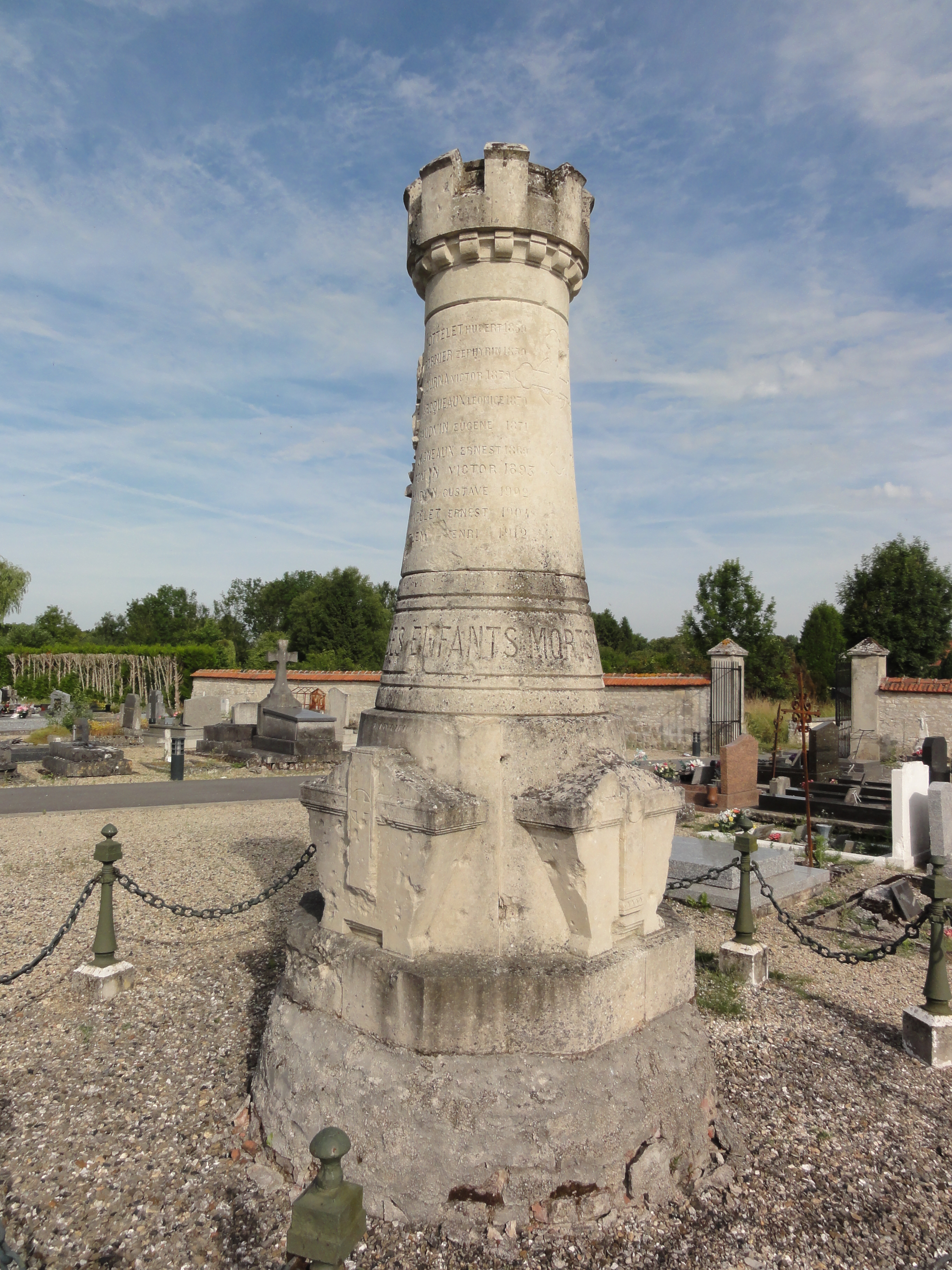
墓地にある戦死者記念碑
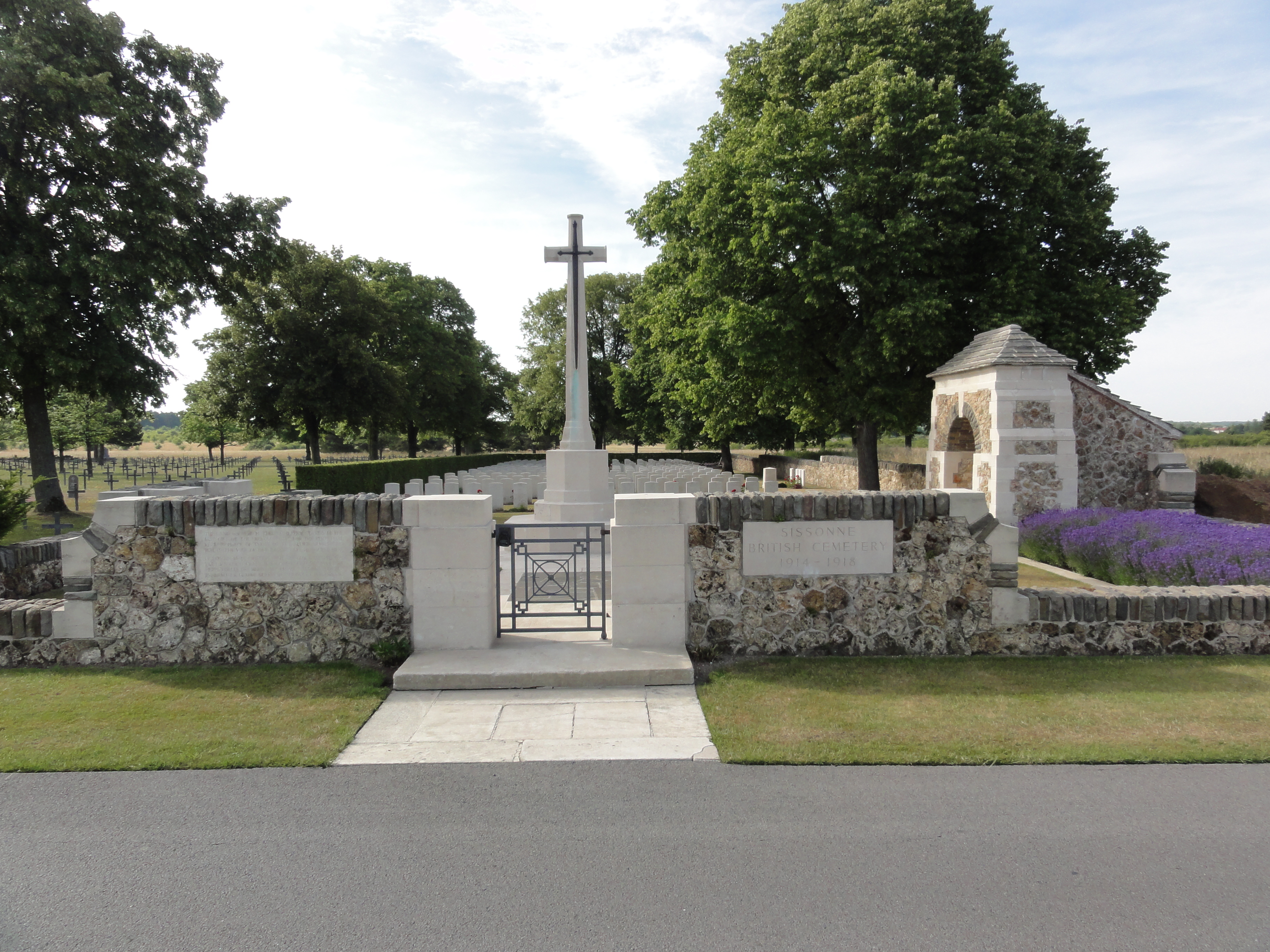
シソンヌのイギリス人墓地

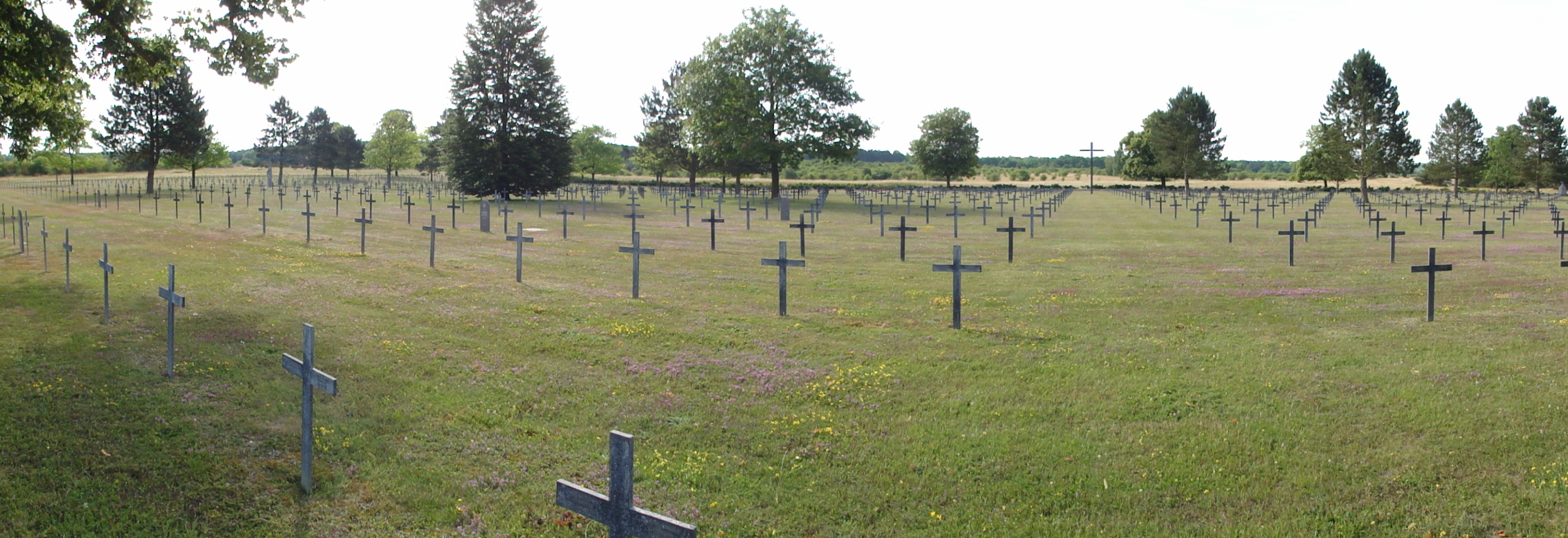
ドイツ軍人墓地、シソンヌ